# Madonna della Vallicella
La Madonna della Vallicella è un dipinto a olio su tavola di ardesia (425x250 cm) realizzato tra il 1606 ed il 1608 dal pittore Peter Paul Rubens. È la seconda commissione pubblica cui attese l'artista a Roma, che alcuni anni prima aveva realizzato un ciclo pittorico, non più in loco e in parte perduto, per la basilica di Santa Croce in Gerusalemme. 
La Madonna della Vallicella è pala dell'altare maggiore della chiesa di Santa Maria in Vallicella, detta anche chiesa Nuova, a Roma ed ospita al suo interno un'antica immagine miracolosa (la Madonna vallicelliana, un'icona ad affresco del tipo della Nicopeia o Kyriotissa). 
Intorno alla nicchia che ospita l'immagine, si posizionano cerchi concentrici di angeli e cherubini adoranti, mentre una lastra di rame, sulla quale venne dipinta dallo stesso Rubens una Madonna e con il bambino benedicente, riproduce e protegge l'icona sacra sottostante, ma è sollevabile per mezzo di un meccanismo di pulegge e corde.
L'insieme è completato, formando un trittico, per così dire, espanso, da altri due dipinti su lastre di lavagna, collocati sulle pareti dell'ambiente che ospita l'altare, con i Santi Gregorio Magno, Papia e Mauro (sulla parete sinistra) e i Santi Flavia Domitilla, Nereo e Achilleo (sulla parete destra). Santi che figurano in queste due tavole laterali in quanto la chiesa Nuova ne possiede delle reliquie.
La scelta del Trittico con le tele in dialogo visivo tra loro, fu forse suggerita a Rubens dall'analoga scelta compositiva messa in atto, pochi anni prima, da Annibale Carracci nella Cappella Salviati in San Gregorio al Celio.
Rubens, infatti, distanziò i due laterali, con figure di santi, dalla tavola centrale, posta sull'altar maggiore della chiesa. Le tavole laterali sono quindi orientate verso il pannello centrale all'interno del quale vi è, anche in questo caso, un'antica e venerata icona, cui si indirizzano gli sguardi devoti di san Gregorio Magno (altro punto di contatto con la perduta tavola del Celio) e di santa Domitilla.
Nella tavola centrale lo spazio sembra dilatarsi oltre i confini della cornice, motivo che sarà ripreso dalla successiva pittura barocca.
Una prima versione era stata realizzata su tela, ma non soddisfece i committenti a causa dei riflessi che in quell'ambiente produceva la luce naturale su quel tipo di supporto. Rubens mise allora mano ad una nuova versione su lastre di ardesia, materiale che per le diverse proprietà riflettenti eliminava l'inconveniente iniziale.
I dipinti della chiesa Nuova sono le uniche opere eseguite da Rubens a Roma rimaste nella loro collocazione originaria. 

## Altre immagini

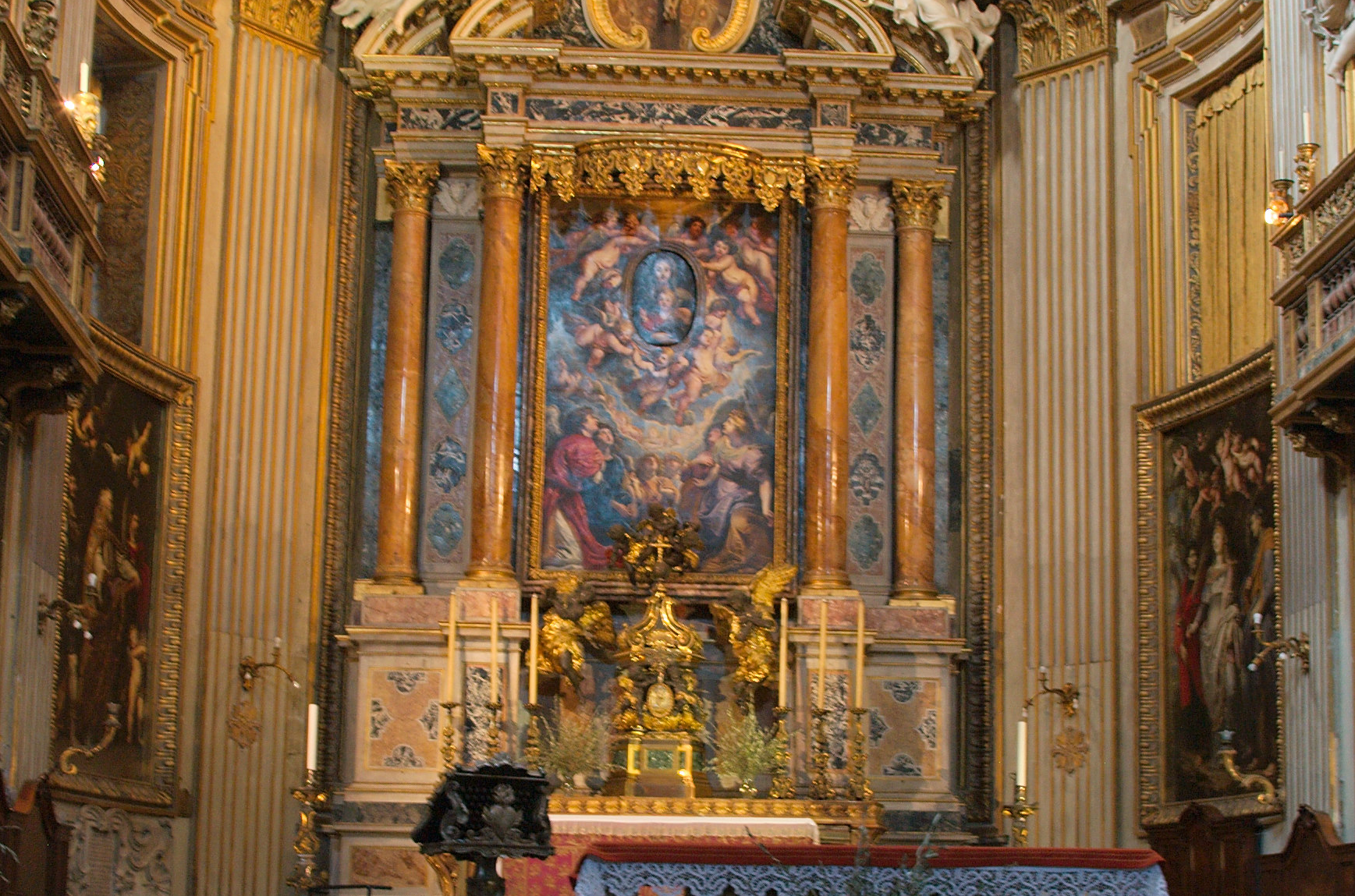
Visione d'insieme delle tre tavole nell'abside della Chiesa Nuova.
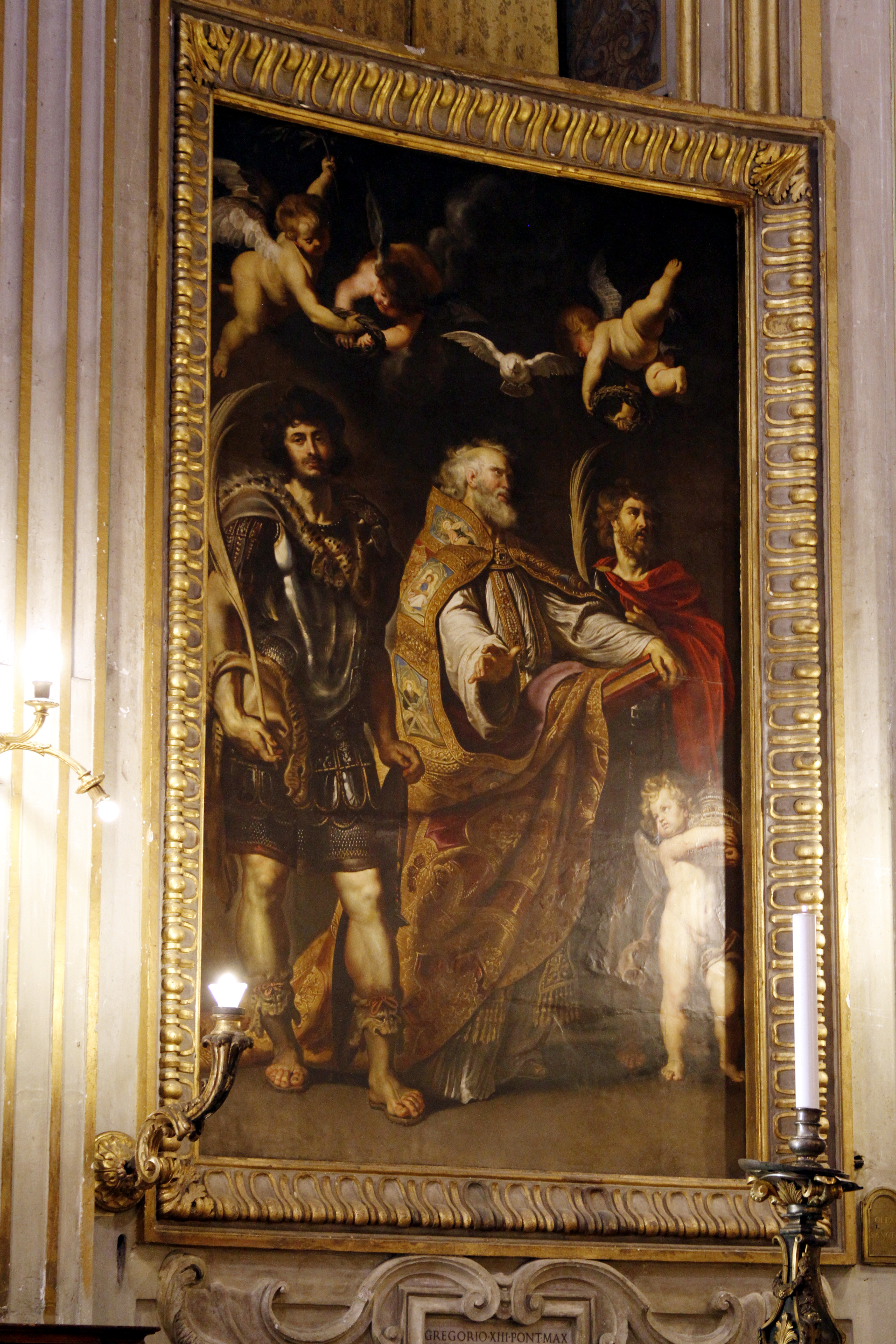
Laterale sinistro, San Gregorio Magno tra i santi Mauro e Papia.
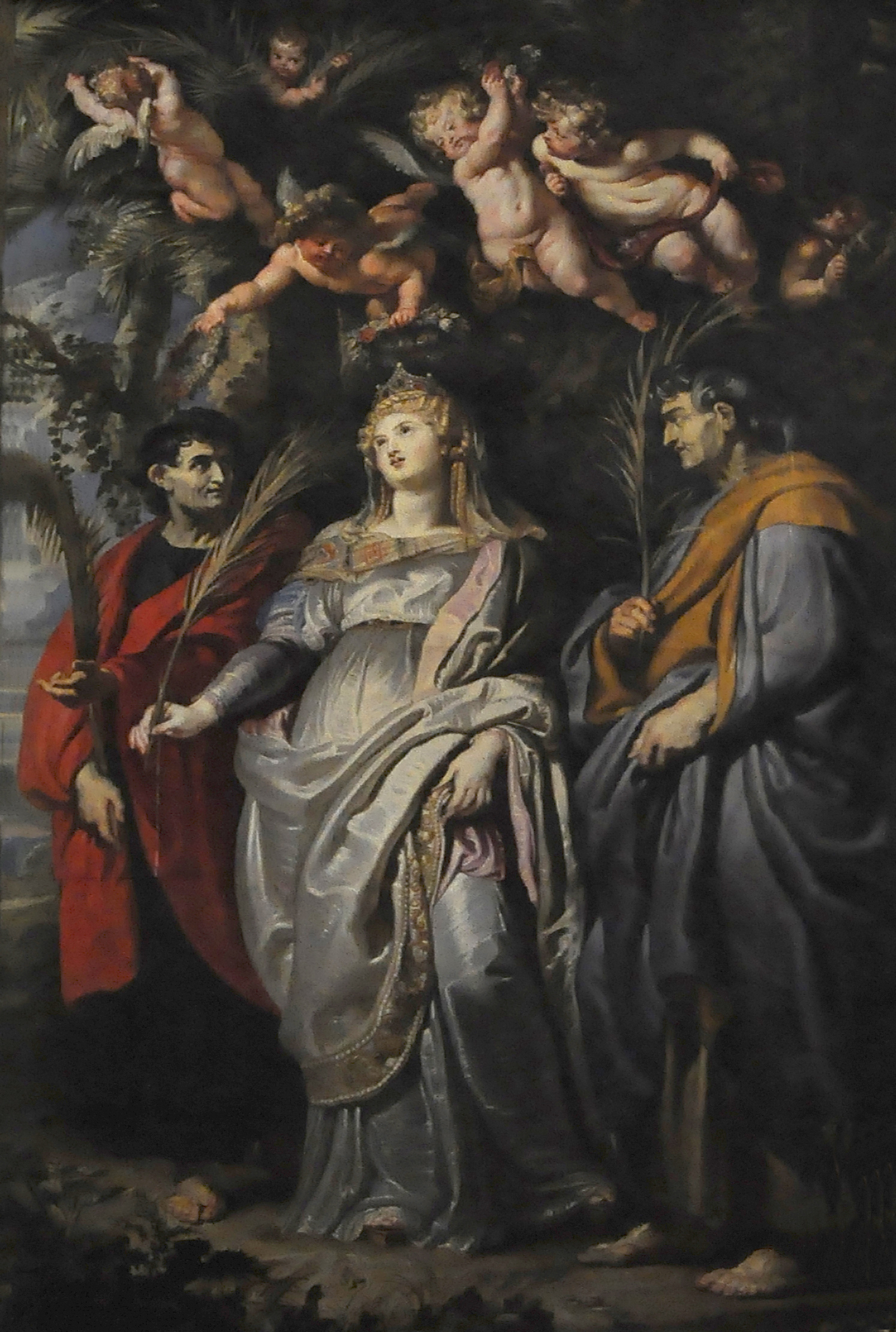
Laterale destro, Santa Domitilla tra i santi Nereo e Achilleo.
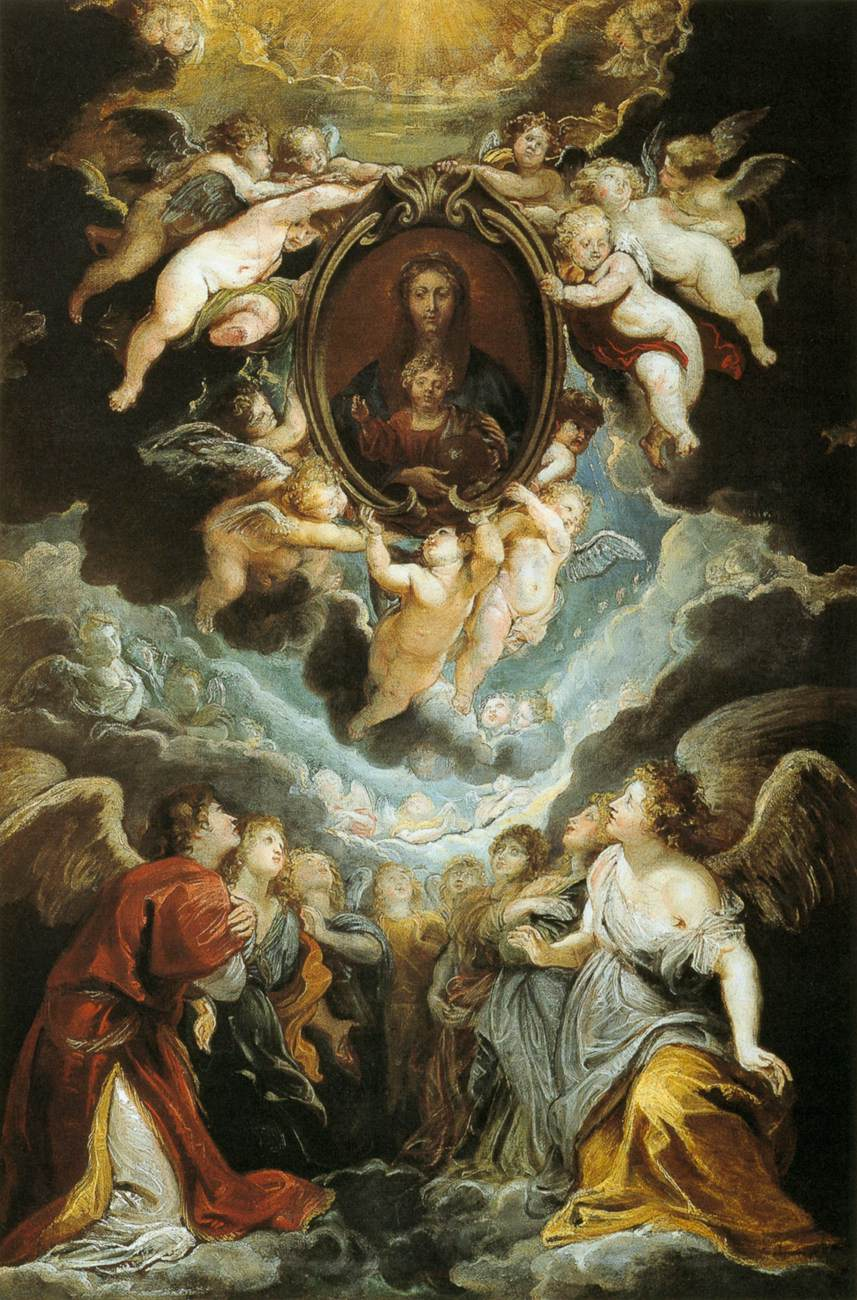
Il bozzetto della tavola centrale della Vallicella (Accademia di belle arti di Vienna).
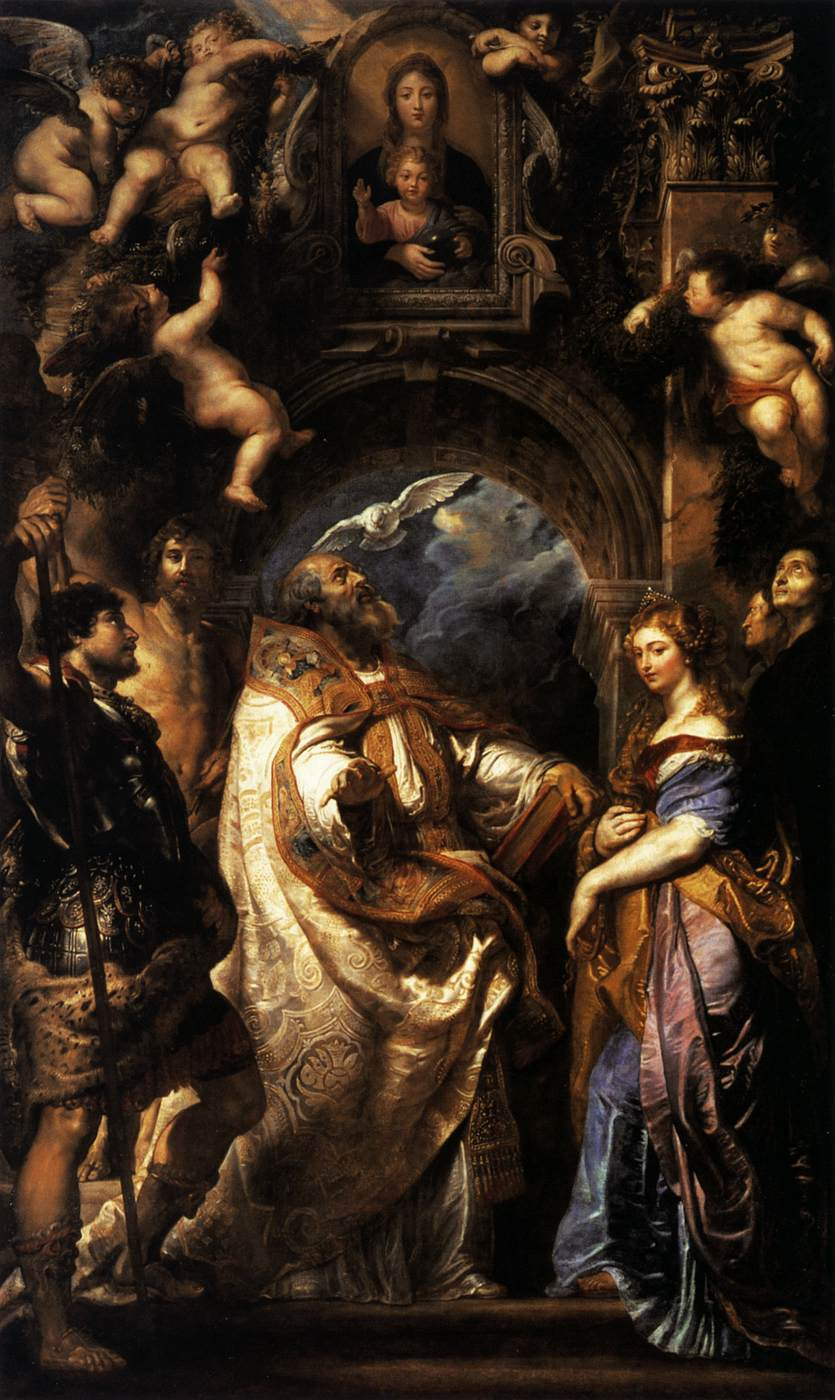
La prima versione su tela, rimpiazzata dalla pala attuale su ardesia (Museo di Grenoble).